# 2007년 경찰 야구단 시즌
2007년 경찰 야구단 시즌은 경찰 야구단이 KBO 퓨처스리그에 참가한 2번째 시즌이다. 김용철 감독이 팀을 이끈 2번째 시즌으로, 라형진이 주장을 맡았다. 팀은 북부리그 6팀 중 4위, 전체 10팀 중 6위를 기록했다.

## 타이틀
- 세계야구선수권대회 국가대표: 최형우
- 프로야구 올드스타: 김용철
- 퓨처스 올스타: 이석만, 서성종, 곽용섭, 최형우
- 완투: 심세준 (2)
- 다승: 조용원 (11)
- 세이브: 이석만 (13)
- 이닝: 조용원 (139.1)
- 상대한 타자 수: 조용원 (592)
- 북부리그 출장(타자): 최형우 (84)
- 타석: 최형우 (369)
- 타수: 최형우 (327)
- 타율: 최형우 (0.391)
- 장타율: 최형우 (0.731)
- OPS: 최형우 (1.190)
- 득점: 최형우 (72)
- 안타: 최형우 (128)
- 1루타: 서성종 (67)
- 2루타: 최형우 (41)
- 홈런: 최형우, 곽용섭 (22)
- 타점: 최형우 (76)

## 선수단
- 투수 : 라형진, 이석만, 조용원, 이경민, 김장준, 이유섭, 홍성용, 윤경영, 최영주, 심세준, 진호경
- 포수 : 이경환, 서성종
- 내야수 : 조인신, 곽용섭, 손주인, 이상훈, 김태완, 장준영
- 외야수 : 최진행, 김만윤, 최현종, 최형우, 박훈범, 송수근

## 여담
- 경찰 야구단은 북부리그 소속이었지만 KBO 퓨처스 올스타전에서는 팀 수를 맞추기 위해 이때부터 2009년까지 남부리그 팀으로 출전했다.

## 같이 보기
- 2008년 경찰 야구단 시즌